# Медицинска академия (България)
Вижте пояснителната страница за други значения на медицинска академия.
Тази статия е за бившата обединена медицинска академия в България. За другите медицински академии в страната вижте Медицински университет, София и Медицински университет, Пловдив.
Медицинската академия е обединено висше училище, както и научна академия, в България със седалище в София, съществувало от 1972 до 1990 г.
Създадена е през 1972 година чрез обединяването в обща структура на висшите медицински институти (ВМИ) в София, Пловдив и Варна, които запазват своите наименования и относителна самостоятелност. По-късно са открити ВМИ в Плевен (1974) и Стара Загора (1982, предшественик на днешния Тракийски университет), както и изнесени факултети в други градове - в Добрич, Пазарджик и др.
Под ръководството на Медицинската академия са също полувисшите медицински институти (по-късно преобразувани в медицински колежи със Закона за висшето образование от декември 1995 г.), както и средните медицински училища. В общата структура са включени и научноизследователските и лечебни институти и други звена от медицината, което улеснява ускореното научно развитие на звената извън столицата.
Медицинската академия е закрита през 1990 година, като висшите медицински институти стават напълно самостоятелни, понастоящем вече медицински университети (освен ВМИ в Стара Загора, обединен с друго висше училище в Тракийски университет).